# Wilbur Burroughs

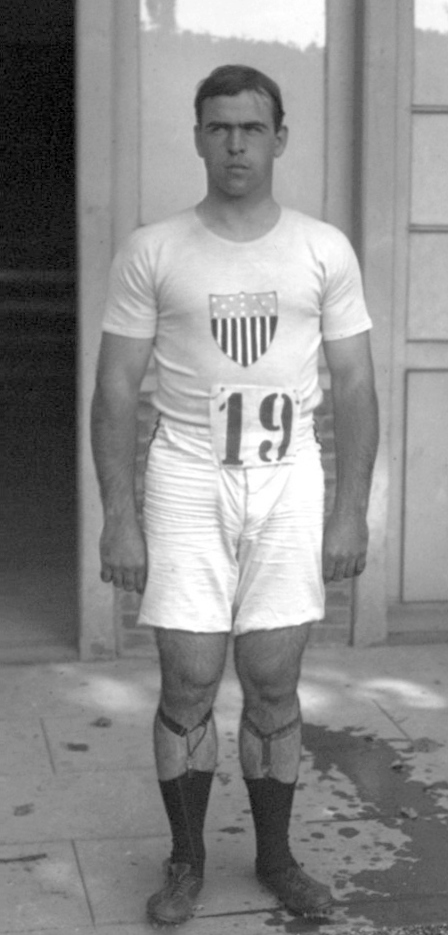
Wilbur Burroughs, 1908

Wilbur Burroughs (Wilbur Gordon Burroughs Sr.; * 13. Juni 1884; † 6. August 1960 in Granite City, Illinois) war ein US-amerikanischer Leichtathlet.
Bei den Diskuswurf-Wettbewerben der Olympischen Spiele 1908 in London wurde er Achter im griechischen Stil und Zehnter im freien Stil. Im Kugelstoßen kam er nicht unter die besten acht.
Im Tauziehen der Spiele in London belegte er mit der US-Mannschaft den fünften Platz.